# Exideuil
Exideuil település Franciaországban, Charente megyében. Lakosainak száma 1028 fő (2022. január 1.). Exideuil Chabanais, Chirac, Manot, Saint-Quentin-sur-Charente és Terres-de-Haute-Charente községekkel határos.

## Népesség
A település népességének változása:
| Lakosok száma | 1191 | 1115 | 1039 | 1049 | 1042 | 1037 | 1014 | 1014 | 1013 | 1028 |
|               | 1968 | 1982 | 1990 | 2006 | 2013 | 2015 | 2017 | 2019 | 2020 | 2022 |